# Herb Kurowa
Herb Kurowa – jeden z symboli miasta i gminy Kurów, ustanowiony w 1990, ze zmianą, autorstwa Wojciecha Tutaka, z 21 kwietnia 2021.

## Wygląd i symbolika
Herb przedstawia na tarczy w polu czerwonym koguta o złotym orężu (dziób, szpony) oraz grzebieniu. Ptak herbowy przypomina i symbolizuje rycerza Piotra Kurowskiego - kasztelana i starostę lubelskiego, który zmienił lokację Kurowa z miasta na prawie polskim na miasto na prawie magdeburskim. Kogut trzyma w dziobie godło herbowe  – nałęczkę, czyli (związaną białą chustę) z herbu Nałęcz, którym to pieczętowali się m.in. Zbąscy v. Sbąscy, będący spadkobiercami rodziny Kurowskich - (posługujących się od roku 1396) herbem Szreniawa.

## Historia
Wedle Mariana Gumowskiego, Kurów jako osada został założony w czasach przedhistorycznych, a jego nazwa przywodzi na pamięć rodzinę założyciela noszącego znane imię Kur. Od niego to właśnie nazwę miała wziąć miejscowość Kurów, oraz prastary herb miejski, który pierwotnie przedstawiał się jako herb Kur Biały – (biały kogut w czerwonym polu).
W 1399 do Kurowa na Lubelszczyznę, przybywa Klemens Kurowski - kasztelan żarnowski. Przenosi on tutaj główna siedzibę swojej rodziny z dotychczasowej znajdującej się w Kurowie pod Bochnią. Nowa siedziba jest własnością jego rodziny już od czasu nadania jej przez króla Władysława Łokietka w 1330 roku.
Celem wzmocnienia i rozbudowy pozycji Kurowa, kupuje on od Jana z Bejsc przyległą wieś, (nazwaną od imienia nowego właściciela) – Klementowicami, oraz niedaleko usytuowany zamek w Bochotnicy. Majątek ten, dziedziczył po Klemensie jego syn Piotr, który dzięki swoim staraniom doprowadził Kurów do wielkiego rozkwitu i do podniesienia jego rangi do pozycji miasta powiatowego.
Zarówno nazwa miasta jak i nazwisko Kurowski ma charakter dzierżawczy od proklamy rycerskiej Kur. O etymologii tej, wspomina Jan Stanisław Bystroń w swojej książce Nazwiska Polskie. 
Gdy w 1464 roku właścicielami miasta zostali spadkobiercy Piotra Kurowskiego - rodzina Zbąskich herbu Nałęcz, herb miasta został zmieniony, a w dziobie koguta znalazła się nałęczka dla upamiętnienia kolejnych właścicieli Kurowa.